# باییرانا
باییرانا (به اسپانیایی: Vallirana) یک شهرستان در اسپانیا است که در کاتالونیا واقع شده‌است.

## خصوصیات
باییرانا ۲۳٫۸۸ کیلومترمربع مساحت و ۱۴٬۲۰۰ نفر جمعیت دارد و ۱۷۷ متر بالاتر از سطح دریا واقع شده‌است.